# Биркенбойль
Биркенбойль (нем. Birkenbeul) — община в Германии, в земле Рейнланд-Пфальц. 
Входит в состав района Альтенкирхен-Вестервальд. Подчиняется управлению Хам (Зиг).  Население составляет 474 человека (на 31 декабря 2010 года). Занимает площадь 4,76 км².